# Avenue Pierre-Mendès-France (Joinville-le-Pont)
L'avenue Pierre Mendès-France est une voie de communication de la ville de Joinville-le-Pont. Elle suit la route départementale 148.

## Situation et accès

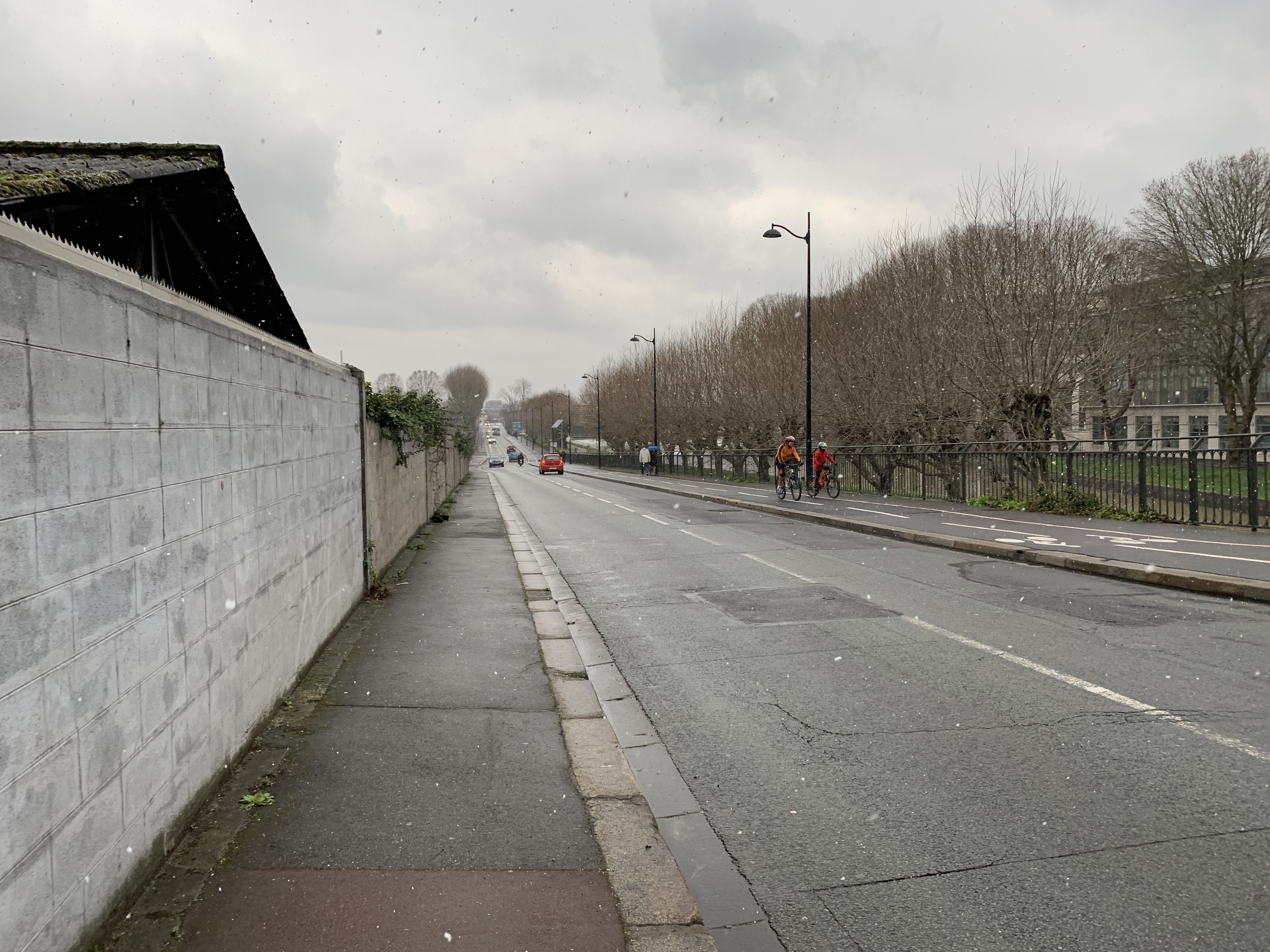
L'avenue Pierre-Mendès-France pendant l'hiver 2021.

Partant des bords de la Marne, elle longe d'abord le chemin de halage, où deux passerelles permettent d'atteindre l'île des Saints Pères. Elle suit ensuite le canal de Saint-Maur sur le reste de sa longueur. Passant le carrefour de la rue du Maréchal-Leclerc et de la rue Henri-Barbusse, où  le canal rentre dans sa partie souterraine, elle se termine au carrefour de l'avenue Saint-Maurice-du-Valais et du boulevard de l'Europe. Sa longueur totale, égale à celle de la partie aérienne du canal, s'élève à environ cinq-cents mètres.

## Origine du nom

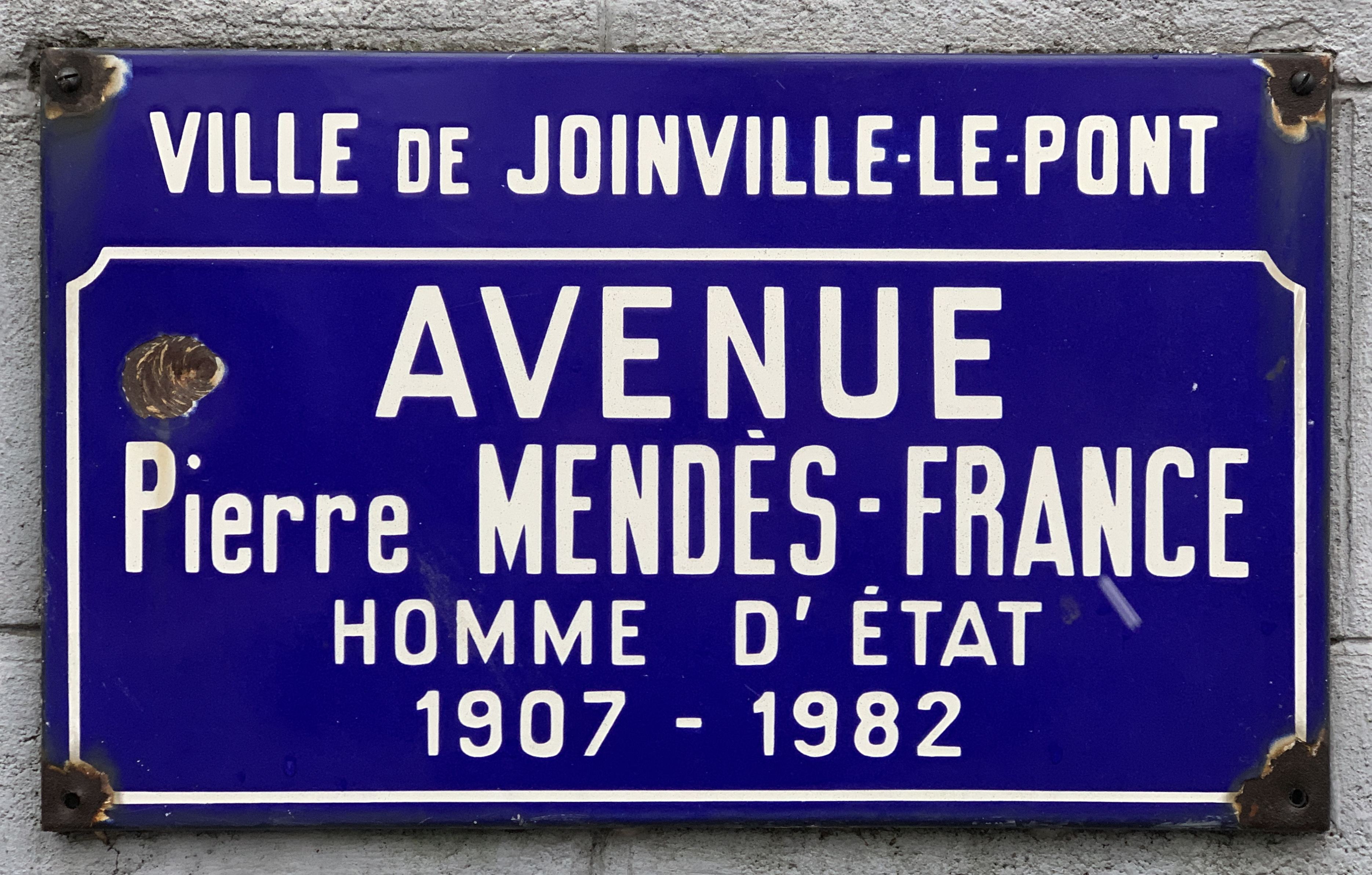
Avenue Pierre Mendès France.

Cette avenue a été nommée en hommage à l’homme politique français Pierre Mendès France (1907-1982).

## Historique
Cet ancien chemin était destiné à être un chemin de halage du canal qui fut ouvert à la navigation en 1825.
Il fut par la suite, avec l'urbanisation des environs, appelé quai des Usines.

## Bâtiments remarquables et lieux de mémoire
- Canal de Saint-Maur.
- Île des Saints Pères.

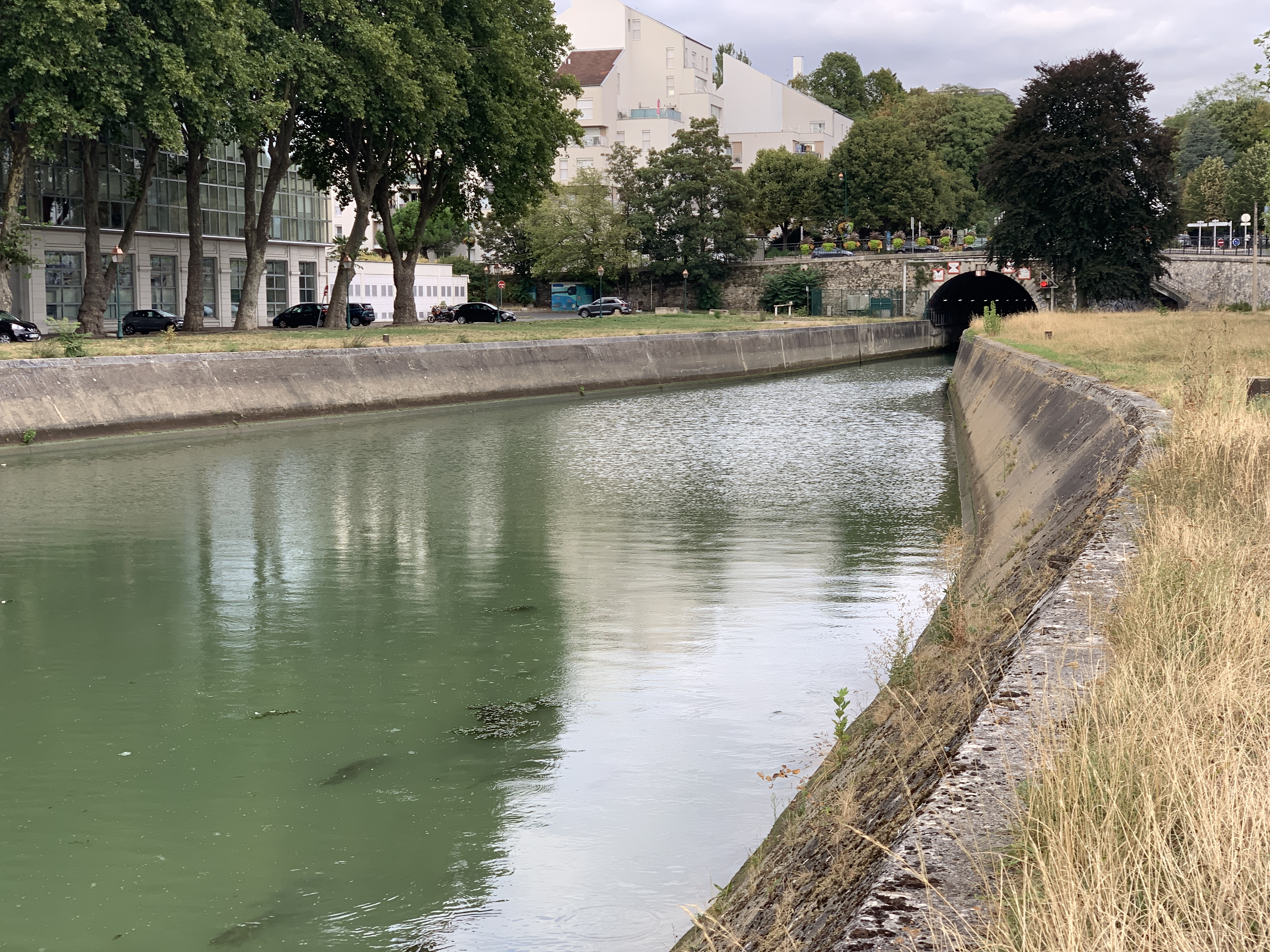
Le canal vu de l'avenue, en 2020.

- Emplacement des anciennes Fonderies et tréfileries de Joinville-le-Pont[4], par la suite Bi-Métal[5].
- Brigade fluviale[6].
- Usine de Joinville de la société Eau de Paris.